# Heliconius holzingeri
Heliconius holzingeri är en fjärilsart som beskrevs av Brown och Yépez 1976. Heliconius holzingeri ingår i släktet Heliconius och familjen praktfjärilar. Inga underarter finns listade i Catalogue of Life.